# Irina Solovyova
Irina Bayanovna Solovyova (en ruso: Ирина Баяновна Соловьева) (6 de septiembre de 1937) fue una de las cinco mujeres elegidas en el grupo femenino, ahora una cosmonauta soviética retirada. Ella nunca voló al espacio, pero fue elegida como suplente de Valentina Tereshkova, la primera mujer en el espacio, en el Vostok 6 en junio de 1963. Solovyova también fue elegida para volar en el Voskhod 5, lo que la habría convertido en la primera mujer en caminar en el espacio (ese honor fue para Svetlana Savitskaya en 1984), pero el programa Voskhod se canceló después del Voskhod 2 a favor del programa Soyuz. 
Antes de ser reclutada como cosmonauta, Solovyova era campeona mundial de los paracaidistas nacionales soviéticos.
Fue premiada con la Orden bielorrusa de Servicio a la Madre Patria en las Fuerzas Armadas, 3ª clase. 

## Educación
1959- Graduada en el Instituto Politécnico Sverdlovsk con un grado en ingeniería mecánica
1967- Graduada en la Academia de Ingeniería de Fuerza Aérea, Mónino de Zhukovsky 
1980- Candidata del grado de ciencias psicológicas

## Formación
Paracaidista civil.
Formación de cosmonauta.

## Entrevista a cosmonauta femenina
En enero de 1962, DOSAAF (una sociedad rusa de voluntarios para la cooperación con el ejército, la aviación y la marina) envía un archivo de 58 candidatas, pilotos y paracaidistas cosmonautas. De estas, 40 fueron entrevistadas para someterse a un entrenamiento en el TsPK (centro de entrenamiento de cosmonautas o Tsentr Podgotovki Kosmonavtov) que preparará al equipo para el Vuelo: Vostok 6. 
Nikolai Petrovich Kamanin (aviador soviético) revisa los planes con solo 17 cosmonautas para el TsPK. 
Cuando Kamanin y su personal finalmente se entrevistaron, había 23 de 58 candidatas cosmonautas. Él estaba buscando a jóvenes, físicamente en forma y aquellas que habían sido entrenadas en vuelo y paracaidismo durante al menos de cinco a seis meses. 
La cantidad de pilotos femeninas soviéticas era limitada, por lo que también se buscaron posibles candidatas que eran paracaidistas deportivas en activo. 

## Grupo de entrenamiento cosmonauta femenino
Se seleccionó un grupo para el programa de espacio tripulado Vostok 6 basado en las siguientes características: 
- Menos de 30 años de edad
- Menos de 170 cm de altura
- Menos de 70 kg de peso

Las cinco mujeres soviéticas seleccionadas el 16 de febrero de 1962 fueron Kuznetsova, Ponomaryova, Solovyova, Tereshkova y Yorkina, y se presentaron para un entrenamiento un mes después. Sin embargo, el vuelo de una mujer al espacio tuvo poco apoyo del Jefe de Diseño Korolev o de los comandantes militares de Kamanin. 

### Entrenamiento
El grupo de cinco mujeres cosmonautas se sometió a un curso completo de entrenamiento cosmonauta que incluyó vuelos sin peso, saltos en paracaídas, pruebas de aislamiento, pruebas de centrifugado y estudios académicos de teoría de cohetes e ingeniería de naves espaciales. Las mujeres realizaron 120 saltos en paracaídas y recibieron formación de piloto en entrenadores de jets MiG-15UTI. 
En mayo de 1962, una delegación soviética, incluyendo Gherman Titov y Kamanin, visitó Washington. Al conocer al astronauta John Glenn, se enteraron del programa Mercury 13, un fondo de financiación privada en el que la NASA seleccionó a 13 mujeres para el proyecto Mercury. Las pilotos habían pasado el examen físico de astronauta. Kamanin se enteró por Glenn de que la primera mujer estadounidense haría un vuelo Mercury de tres órbitas a finales de 1962. Al ver la competencia, Kamanin decidió seguir adelante con el primer vuelo de una mujer soviética a las pocas semanas de su regreso. 
En las etapas iniciales del entrenamiento, Kamanin colocó a Solovyova en los primeros rangos, como las más probables de ser las primeras en el espacio.